# Ácido hiponitroso
El ácido hiponitroso es un compuesto químico con la fórmula HNO. Puede formularse como HON=NOH siendo un isómero de la nitramida, (H2N−NO2). Forma cristales blancos que son explosivos en estado seco. Hay dos posibles estructuras, trans y cis, y el sólido se cree que es la forma trans.
El ácido hiponitroso es un ácido débil (pk1 = 7.21, pK2= 11.54) en disolución acuosa y se descompone a N2O y agua con una vida media de 16 días a 25 °C a un pH ácido de 1-3.
H2N2O2 → H2O + N2O
Como esta reacción no es reversible, el N2O no debería ser considerado como el anhídrido del H2N2O2.
El ácido hiponitroso forma dos series de sales, los "hiponitritos" que contienen aniones [HON=NO]− y los hiponitritos que contienen el anión [ON=NO]2−.
El ácido puede prepararse a partir de hiponitrito de plata y HCl anhidro en éter:
Ag2N2O2 + 2HCl → H2N2O2 + 2AgCl
El hiponitrito de plata puede prepararse por la reducción del nitrito de sodio:
2NaNO2 + 4Na/Hg + 2H2O + 2AgNO3 → Ag2N2O2 + 2NaNO3 + 4NaOH + 4Hg

## Aplicaciones y Propiedades del Ácido Hiponitroso
El ácido hiponitroso es un ácido químico utilizado en diversas aplicaciones industriales debido a sus propiedades únicas. Entre las aplicaciones más comunes se encuentran:
Formación de cristales blancos: El ácido hiponitroso puede formar cristales blancos que son explosivos en estado seco. Estos cristales tienen una estructura específica, siendo generalmente la forma trans la más común.
Producción de hiponitritos: Este ácido forma dos series de sales, conocidas como hiponitritos, que contienen los aniones [HON=NO]− y [ON=NO]2−. Estos hiponitritos son importantes en varias reacciones químicas.
Reacciones químicas en disolución acuosa: El ácido hiponitroso es un ácido débil (pK₁ = 7.21, pK₂= 11.54) y se descompone en N₂O y agua con una vida media de 16 días a 25 °C a un pH ácido de 1-3. Esta reacción no es reversible, por lo que el N₂O no debe considerarse como el anhídrido del H₂N₂O₂.
Preparación a partir de hiponitrito de plata: El ácido hiponitroso se puede preparar mediante la reacción del hiponitrito de plata con HCl anhidro en éter, resultando en la formación de H₂N₂O₂ y AgCl.
El ácido hiponitroso, con su fórmula química H₂N₂O₂, presenta propiedades y aplicaciones industriales específicas que lo hacen un componente esencial en ciertos procesos químicos. Es fundamental manejarlo con cuidado debido a su naturaleza explosiva y sus posibles efectos sobre la salud y el medio ambiente.